# Jacopo di Mino del Pellicciaio

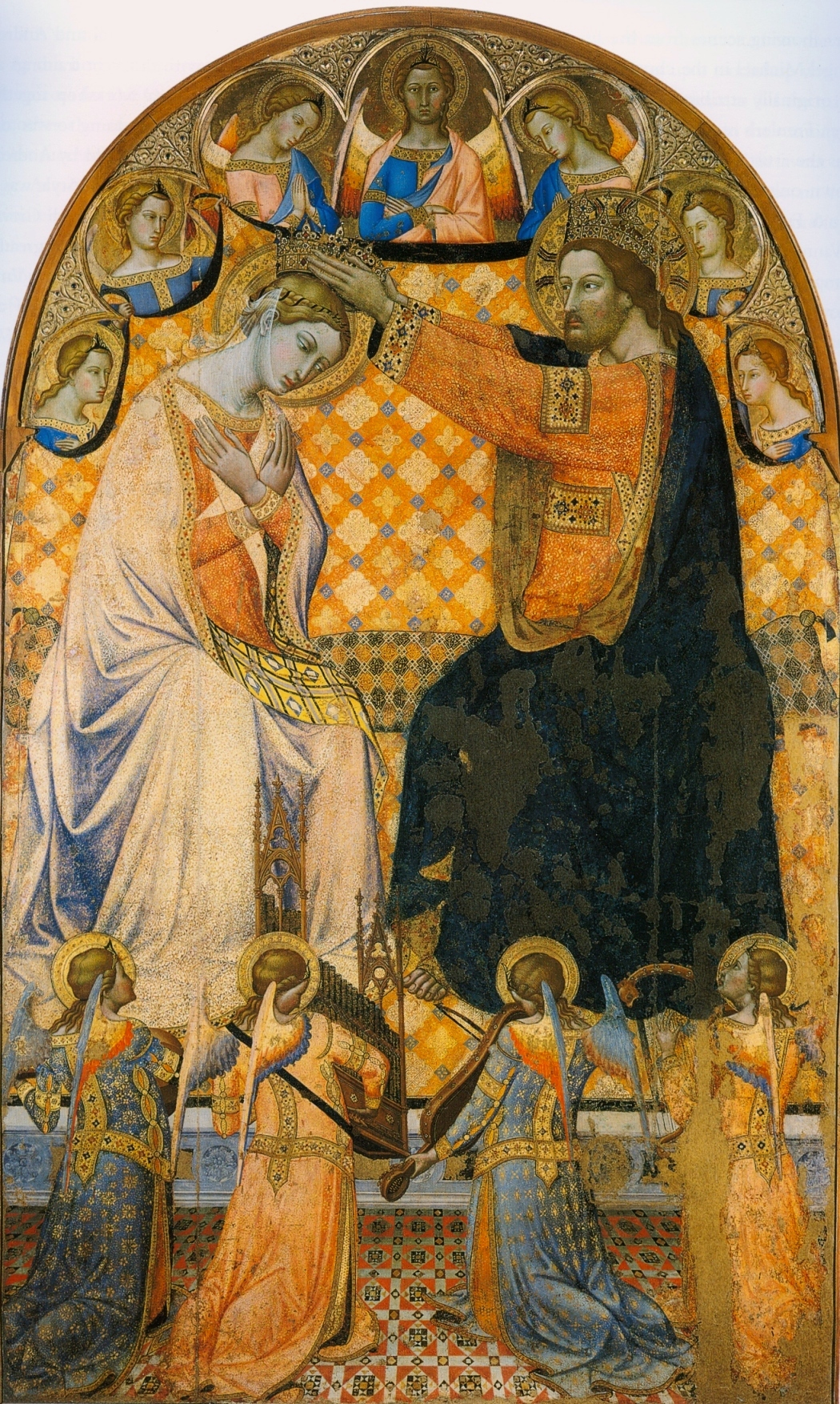
Marienkrönung

Jacopo di Mino del Pellicciaio (auch Iacopo di Mino del Pellicciàio geschrieben, * in Siena; † vor 1396) war ein italienischer Maler, der im Stil der Schule von Siena malte.

## Leben
Er wirkte in der Mitte des 14. Jahrhunderts in Siena und in der Region Umbrien. Hier folgte er in seinen Anfangsjahren Simone Martini. Seine Madonna col bambino, auch als Madonna del cardellino bezeichnet, entstand um 1344 und ist in der Kirche San Martino in Foro in Sarteano zu bewundern. Eine Marienkrönung (Incoronazione della Vergine, um 1350 entstanden) von ihm befindet sich im Museo Civico di Montepulciano in Montepulciano. Ein Dokument aus dem Jahr 1362 dokumentiert die Zusammenarbeit mit Bartolomeo Bulgarini und Luca di Tommè bei Arbeiten an der Maestà von Duccio di Buoninsegna. Weitere bekannte Werke befinden sich in Siena in der Basilica di San Clemente in Santa Maria dei Servi (Madonna del Belvedere, um 1363 entstanden, könnte auch durch Taddeo di Bartolo entstanden sein) und in der Pinacoteca Nazionale di Siena (Crocifissione con San Francesco, Incoronazione di Santa Caterina d’Alessandria e santi und Madonna col bambino e i SS. Chiara, Giovanni Battista, Agostino, Francesco). 1382 erhielt er Zahlungen für Arbeiten an der Fassade des Baptisteriums des Doms von Siena. Zudem war er in Città della Pieve und Todi aktiv.

## Weitere Werke
- Fiesole, Museo Bandini: Angelo annunziante e Vergine annunciata (um 1345 entstanden)
- Sarteano, Cappella della Madonna dell’Uccellino: Madonna col bambino (zugeschrieben)
- Siena, Santa Martire, Santa Maria della Scala